# Witold Podgórski (oficer)
Witold Klemens Michał Podgórski (ur. 2 grudnia?/14 grudnia 1890 w Moskwie, zm. 30 września 1962 w Warszawie) – polski oficer, porucznik Wojska Polskiego.

## Życiorys
Witold Podgórski studiował w Moskiewskim Instytucie Handlowym (obecnie część Moskiewskiego Uniwersytetu Państwowego im. M.W. Łomonosowa). W tym czasie był członkiem Związku Młodzieży Polskiej „Zet”. Po ukończeniu studiów pracował w Głównym Urzędzie Główny Komunikacji Wodnej jako urzędnik-pisarz w wydziale statystyczno-gospodarczym, od 15 sierpnia 1918 roku – w Komisariacie do Spraw Polskich, w Komisji Likwidacyjnej do spraw Królestwa Polskiego w Moskwie.
Przeniósł się do Polski prawdopodobnie w pierwszej połowie 1919 roku i wstąpił do Wojska Polskiego. Brał udział w wojnie polsko-bolszewickiej. W 1923 roku był porucznikiem rezerwy 6 Pułku Piechoty Legionów, ze starszeństwem z dniem 1 czerwca 1919 roku. W 1924 roku był porucznikiem rezerwy 36 Pułku Piechoty.
W 1936 roku był członkiem prezydium II Ogólnopolskiego Kongresu Związku Polskiej Młodzieży Demokratycznej, jako były członek „Zet”.
Odznaczony Medalem Niepodległości w  1938 roku „za pracę w dziele odzyskania niepodległości”.

## Życie rodzinne
Witold Podgórski był synem Sylwestra Ignacego Podgórskiego (1847–1904) i Wandy z domu Turskiej (1859–1911). Miał siedmioro rodzeństwa, byli to:
- Przemysław Podgórski – inżynier, działacz niepodległościowy, współzałożyciel Związku Patriotycznego
- Janina, późniejsza Jurkiewicz – pierwsza polska adwokatka, żona Stanisława Jurkiewicza, ministra pracy i opieki społecznej w II RP
- Zbigniew Szczęsny Gracjan Podgórski (1882– po 1935) – sędzia pokoju Sądu Okręgowego w Warszawie
- Jadwiga Podgórska (1885–1948) – dr chemii
- Mieczysław Podgórski (1884–1917) – lekarz[9]
- Zdzisław Maksymilian (1888–1944) – major Wojska Polskiego (II RP)
- Zofia Podgórska (1894–1894).

Witold Podgórski ożenił się w Moskwie 19 marca 1919 roku z Heleną Pilecką (1903–1984) i miał z nią dwoje dzieci: Danutę Wiktorię (1926–2001) i Jacka Jana (1936–2018).